# جامعة سامودرا
جامعة سامودرا هي جامعة إندونيسية عامة في مدينة لانغسا آتشيه. في البداية كانت الجامعة تابعة لجامعة سياه كوالا، ثم انفصلت عن الجامعة الأم في عام 1985 وتم استقلاليتها الرسمية في عام 2013. تمتلك الجامعة خمس كليات وحوالي 9.879 طالبًا نشطًا في عام 2014.

## التاريخ
في شرق آتشيه تم تأسيس أول معاهد التعليم العالي في عام 1963. في عام 1971 شكل البيروقراطيون والسياسيون في لانجسا هيئة لإعداد افتتاح معهد جديد. وبحلول عام 1976 تم فتح معهدين من هذا القبيل (تدريس القانون والاقتصاد على التوالي)، على الرغم من عدم تسجيل التصاريح حتى عام 1981.
تم تأميمها في جامعة عامة (بيرغوران تنغي نيغري) في عام 2013 من قبل وزير التعليم محمد نوح، وتم إضفاء الطابع الرسمي على نظامها الأساسي في العام التالي. بعد ذلك استفادت الجامعة من وضعها من خلال تشكيل شراكات مع جامعات إندونيسية أكثر رسوخًا مثل معهد باندونج للتكنولوجيا وجامعة إندونيسيا. تم منحها وضعًا عامًا رسميًا في عام 2016 إلى جانب 35 جامعة أخرى. قامت وزارة البحث والتكنولوجيا والتعليم العالي بوضعها في المرتبة 1.032 من بين 3,244 معهدًا للتعليم العالي في إندونيسيا في عام 2016، وارتفعت إلى كتلة 801-900 في عام 2017.

## الطلاب
كان هناك 9.789 طالبًا مسجلاً في عام 2014، قبل أن تبدأ الجامعة في تقديم 16 دورة جديدة. تشارك الجامعة في مدخل الاختيار المشترك لجامعات الدولة، التي تضم أيضًا جامعات أخرى في سومطرة والمقاطعات المحيطة بها. من مدخل الاختيار المشترك القائم على الامتحان، عرض حوالي 700 مقعد للطلاب الجدد في عام 2017، مقارنة بأكثر من 3.000 في جامعة شمال سومطرة.

## الكليات
يوجد في الجامعة خمس كليات: القانون والاقتصاد والزراعة والتعليم والهندسة والتي تقدم ما مجموعه 25 دورة، مقسمة إلى 15 «علوم طبيعية» و10 «علوم اجتماعية». يتكون حرم الجامعة من خمسة مبانٍ - مباني الكلية والمديرية الفردية باستثناء كلية الاقتصاد - ويقع على مقربة من مزرعة زيت النخيل. تم اعتماد الجامعة برتبة سي («كافية») في عام 2013 عند تأميمها، وظل تصنيفها حتى نوفمبر 2017.